# 莱沃 (康塔尔省)
莱沃（法語：Leyvaux，法語發音：[levo]）是法国康塔尔省的一个市镇，属于圣弗卢尔区。

## 地理
莱沃（45°18'48"N, 3°4'17"E）面积14.95 平方千米，位于法国奥弗涅-罗讷-阿尔卑斯大区康塔爾省，该省份为法国中南部省份，位于法國中央高原中心，北起科雷兹省、上盧瓦爾省和多姆山省，西接洛特省和科雷兹省，南至阿韦龙省和洛特省，东临上盧瓦爾省和洛泽尔省。
与莱沃接壤的市镇（或旧市镇、城区）包括：洛里、欧特拉克、圣艾蒂安叙布莱勒、昂扎勒吕盖、阿普沙。

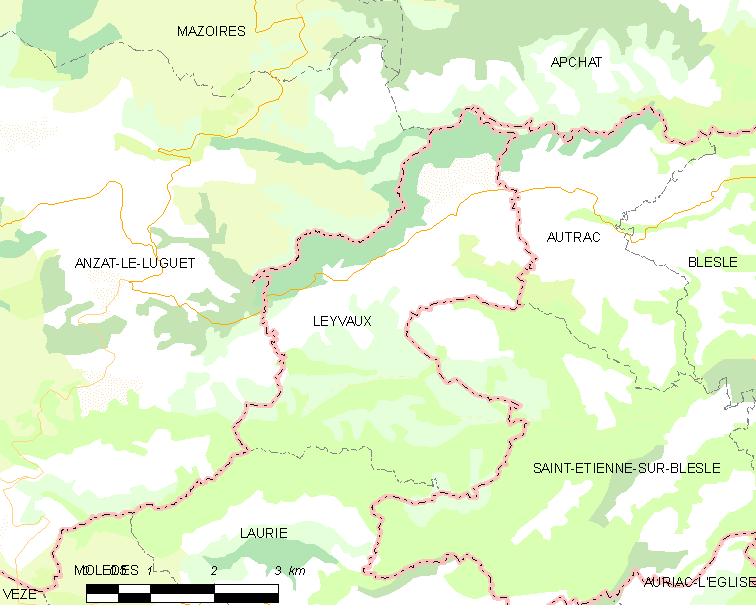
的OSM定位图

莱沃的时区为UTC+01:00、UTC+02:00（夏令时）。

## 行政
莱沃的邮政编码为43450，INSEE市镇编码为15105。

## 政治
莱沃所属的省级选区为圣弗卢尔第一县。

## 人口

1962-2008年间人口变化图示

莱沃于2022年1月1日时的人口数量为36人。